# Haizhu

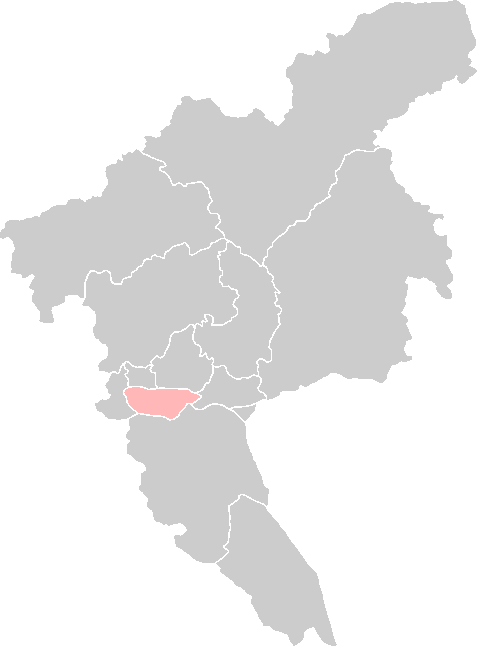
Położenie dzielnicy Haizhu

Haizhu (chiń. 海珠区) – dzielnica Kantonu, w prowincji Guangdong, w Chińskiej Republice Ludowej. Powierzchnia dzielnicy wynosi 90,4 km² i jest zamieszkana przez 890 512 mieszkańców.